# Ombramère
Ombramère est un roman en quatre volumes écrit par Pierre Saviste.

## Les livres
- Les Héritiers de Ghern Arg
- La Marque des Primans
- Le Chemin des larmes
- La Grande Conjonction